# 야치요정 (효고현)
야치요정(八千代町)은 효고현 중부에 존재했던 다카군의 정이다. 2005년 11월 1일, 나카정, 가미정, 야치요정의 3정이 합병해 다카정이 되었기 때문에 소멸하였다.

## 역사
- 1954년 3월 25일 - 노마다니촌, 가사이군 야마토촌이 합병해 야치요촌이 성립하였다.
- 1960년 1월 1일 - 정으로 승격해 야치요정이 되었다.
- 2005년 11월 1일 - 나카정, 가미정과 합병해 다카정이 성립하였다. 동일 야치요정은 폐지되었다.

## 경제
- 직물업 : 하리슈 직조의 일대 산지로서 쇼와 중반까지 활황을 보였다.
- 식품산업 : 다카노 두부를 일본에서 처음 양산화. 상업적인 유통에 성공했다.

## 교육
- 야치요정립 야치요미나미 초등학교
- 야치요정립 야치요니시 초등학교
- 야치요정립 야치요키타 초등학교
- 야치요정립 야치요중학교